# IIHF Continental Cup
La IIHF Continental Cup (nota anche come Continental Cup o raramente in italiano come Coppa Continentale) è una competizione europea annuale di hockey su ghiaccio per club istituita nel 1997.

## Storia
La Continental Cup fu ideata quando la European Hockey League sostituì la Coppa dei Campioni: vi prendevano parte infatti le squadre vincitrici dei campionati che non avevano rappresentanti in EHL. Una coppa parallela a quella dei campioni ma di importanza secondaria, la Federation Cup, era già nata nel 1994, tuttavia se ne disputarono solo due edizioni.
Tra il 1998 ed il 2000, la vincitrice della Continental Cup sfidava la squadra vincitrice della EHL nella Supercoppa IIHF. Su tre edizioni della Supercoppa solo una, quella del 1999, fu conquistata dalla squadra proveniente dalla Continental Cup, l'Ambrì-Piotta.
Fino al 2007-08 vi prendevano parte le squadre vincitrici dei campionati che non partecipavano alla IIHF European Champions Cup (erede della EHL) a cui si aggiungevano le squadre scelte dalle federazioni dei migliori sei campionati, che sostituiscono i campioni.
Nell'edizione 2008-2009, dato lo svolgimento in contemporanea della nascita della Champions Hockey League, vi hanno preso parte le vincitrici dei campionati europei, eccetto quelle dei sette più importanti (Svezia, Repubblica Ceca, Slovacchia, Russia, Germania, Svizzera e Finlandia). La formula è stata ripetuta anche nella stagione successiva.

## Formato

### Dal 1997 al 2002
Dalla prima stagione alla stagione 2001-2002 la competizione si articolava su tre turni preliminari più il girone finale. Al primo turno le squadre erano suddivise in 5 o 6 gironi ciascuno da 3 o 4 squadre, sulla base del ranking, Le prime classificate passavano al secondo turno, dove trovavano le squadre di fascia superiore; il turno era suddiviso in 6 gironi da 4 squadre, con le prime classificate che si qualificavano ai tre gironi di semifinale. In semifinale entravano le squadre col ranking maggiore, e le tre vincitrici si qualificavano alla Super Final, dove si aggiungeva la squadra ospitante il girone.

### Dal 2002 al 2004
Nel 2002-2003 la formula cambiò. Rimase la struttura a tre turni preliminari, ma al primo turno c'erano cinque gironi da quattro squadre, al secondo turno quattro gironi da quattro squadre, al terzo tre gironi da quattro squadre. Anche la Super Final cambiò struttura: non più quattro, ma otto squadre (le tre vincitrici del terzo turno, due squadre organizzatrici e tre qualificate di diritto) e non un gironcino di sola andata ma la disputa di quarti di finale, semifinali e finale.
Sostanziali modifiche intervennero nella edizione successiva, limitatamente al terzo turno e alla Super Final. I gironi di semifinale divennero due; la Super Final fu invece a sei squadre (le due provenienti dal terzo turno, l'organizzatrice e tre squadre qualificate di diritto), che vennero suddivise in due gironcini da tre, con le prime classificate a sfidarsi per il titolo, le seconde per il terzo posto e le terze per il quinto.

### Dal 2004 al 2008
Dalla stagione 2004-2005 alla stagione 2006-2007, diminuito il numero delle squadre partecipanti, la formula cambiò nuovamente: due gironi al primo turno (si qualificavano al turno successivo le prime classificate), tre gironi al secondo turno (si qualificavano al turno successivo le prime classificate), ed un girone di semifinale, la vincitrice del quale raggiungeva le tre squadre qualificate di diritto in Super Final.
Nel 2007-2008 ci fu un solo cambiamento: il primo turno preliminare vide la disputa di un solo girone, con le prime due classificate qualificate al secondo turno.

### Dal 2008 al 2014
Dalla stagione 2008-2009 e fino al 2014 le modalità cambiarono nuovamente: un girone di qualificazione a quattro squadre (con la prima classificata a superare il turno), seguito da due gironi di secondo turno (con le due squadre prime classificate a superare il turno) e due gironi di terzo turno. Le squadre qualificate di diritto al girone finale erano due (la detentrice del trofeo e la società ospitante) e due le qualificate.

### Dal 2014 al 2019
Dal 2014, con la rinascita della CHL la Continental Cup è diventata la seconda manifestazione per club europea. Oltre alla mancata partecipazione alla Continental Cup di alcuni importanti club che avevano preso parte alle edizioni precedenti, variò anche la formula: non vi furono più squadre qualificate di diritto al girone finale, ed ebbero accesso alla Super Final le prime due classificate dei gironi finali (anziché soltanto la prima classificata, come avveniva negli anni precedenti). Il numero di partecipanti scese dunque a 17. Per la sede della finale invece, la scelta veniva fatta tra le quattro città qualificatesi alla SuperFinal.

### Dal 2019
A partire dall'edizione 2019-2020 venne aumentato a 20 il numero di partecipanti, con l'organizzazione di due gironi al primo turno, invece di uno, che qualificano al secondo turno una squadra ciascuno. Rimasero invariati i turni successivi, con due gironi al secondo turno (una squadra qualificata ciascuno) e due gironi di semifinale (con due squadre ciascuno qualificate alla SuperFinal). La scelta della sede del girone di finale viene effettuata tra le 4 squadre qualificate.
A causa della pandemia di COVID-19 del 2020 in Europa, l'edizione 2020-2021 venne dapprima cambiata nella formula, per accorciarne la durata su tre turni invece dei canonici quattro, e successivamente definitivamente cancellata per le difficoltà organizzative.

## Trofeo
Alla squadra vincitrice viene assegnato un vassoio d'argento con la dicitura CONTINENTAL sul bordo superiore e la dicitura CUP su quello inferiore. L'interno è decorato con la mappa dell'Europa e vi è impresso un cerchio dalla forma di paleo in rilievo, con la scritta IIHF sempre d'argento ma su sfondo bianco.

## Albo d'oro
| Edizione | Squadre                                                         | Partecipanti alla Final Four                                    | Partecipanti alla Final Four                                    | Partecipanti alla Final Four                                    | Partecipanti alla Final Four                                    | Partecipanti alla Final Four                                    | Partecipanti alla Final Four                                    | Partecipanti alla Final Four                                    | Partecipanti alla Final Four                                    | Sede della finale |  |
| -------- | --------------------------------------------------------------- | --------------------------------------------------------------- | --------------------------------------------------------------- | --------------------------------------------------------------- | --------------------------------------------------------------- | --------------------------------------------------------------- | --------------------------------------------------------------- | --------------------------------------------------------------- | --------------------------------------------------------------- | ----------------- |  |
| Edizione | Squadre                                                         | Primo posto                                                     | Naz.                                                            | Secondo posto                                                   | Naz.                                                            | Terzo posto                                                     | Naz.                                                            | Quarto posto                                                    | Naz.                                                            | Sede della finale |  |
| 1997-98  | 42                                                              | Košice                                                          | Slovacchia (bandiera)                                           | Eisbären Berlino                                                | Germania (bandiera)                                             | Ilves                                                           | Finlandia (bandiera)                                            | Salavat Julaev                                                  | Russia (bandiera)                                               | Tampere           |  |
| 1998-99  | 49                                                              | Ambrì-Piotta                                                    | Svizzera (bandiera)                                             | Košice                                                          | Slovacchia (bandiera)                                           | Avangard Omsk                                                   | Russia (bandiera)                                               | Düsseldorfer EG                                                 | Germania (bandiera)                                             | Košice            |  |
| 1999-00  | 49                                                              | Ambrì-Piotta                                                    | Svizzera (bandiera)                                             | Eisbären Berlino                                                | Germania (bandiera)                                             | Ak Bars Kazan’                                                  | Russia (bandiera)                                               | HKm Zvolen                                                      | Slovacchia (bandiera)                                           | Berlino           |  |
| 2000-01  | 46                                                              | ZSC Lions                                                       | Svizzera (bandiera)                                             | London Knights                                                  | Regno Unito (bandiera)                                          | Slovan Bratislava                                               | Slovacchia (bandiera)                                           | München Barons                                                  | Germania (bandiera)                                             | Zurigo            |  |
| 2001-02  | 49                                                              | ZSC Lions                                                       | Svizzera (bandiera)                                             | Milano Vipers                                                   | Italia (bandiera)                                               | HKm Zvolen                                                      | Slovacchia (bandiera)                                           | Mikkelin Jukurit                                                | Finlandia (bandiera)                                            | Zurigo            |  |
| 2002-03  | 44                                                              | Jokerit                                                         | Finlandia (bandiera)                                            | Lok. Jaroslavl’                                                 | Russia (bandiera)                                               | Lugano                                                          | Svizzera (bandiera)                                             | Keramin Minsk                                                   | Bielorussia (bandiera)                                          | Lugano e Milano   |  |
| 2003-04  | 39                                                              | Slovan Bratislava                                               | Slovacchia (bandiera)                                           | Homel'                                                          | Bielorussia (bandiera)                                          | Lugano                                                          | Svizzera (bandiera)                                             | Severstal’                                                      | Russia (bandiera)                                               | Homel'            |  |
| 2004-05  | 20                                                              | HKm Zvolen                                                      | Slovacchia (bandiera)                                           | Dinamo Mosca                                                    | Russia (bandiera)                                               | Fehérvár AV19                                                   | Ungheria (bandiera)                                             | Milano Vipers                                                   | Italia (bandiera)                                               | Székesfehérvár    |  |
| 2005-06  | 21                                                              | Lada Togliatti                                                  | Russia (bandiera)                                               | Riga 2000                                                       | Lettonia (bandiera)                                             | ZSC Lions                                                       | Svizzera (bandiera)                                             | Fehérvár AV19                                                   | Ungheria (bandiera)                                             | Székesfehérvár    |  |
| 2006-07  | 19                                                              | Junost Minsk                                                    | Bielorussia (bandiera)                                          | Avangard Omsk                                                   | Russia (bandiera)                                               | Ilves                                                           | Finlandia (bandiera)                                            | Fehérvár AV19                                                   | Ungheria (bandiera)                                             | Székesfehérvár    |  |
| 2007-08  | 17                                                              | Ak Bars Kazan’                                                  | Russia (bandiera)                                               | Riga 2000                                                       | Lettonia (bandiera)                                             | Kazcink-Torpedo                                                 | Kazakistan (bandiera)                                           | Aalborg                                                         | Danimarca (bandiera)                                            | Riga              |  |
| 2008-09  | 19                                                              | MHC Martin                                                      | Slovacchia (bandiera)                                           | Dragons de Rouen                                                | Francia (bandiera)                                              | Bolzano                                                         | Italia (bandiera)                                               | Keramin Minsk                                                   | Bielorussia (bandiera)                                          | Rouen             |  |
| 2009-10  | 19                                                              | Red Bull Salisburgo                                             | Austria (bandiera)                                              | Junost Minsk                                                    | Bielorussia (bandiera)                                          | Sheffield Steelers                                              | Regno Unito (bandiera)                                          | Brûleurs de Loups                                               | Francia (bandiera)                                              | Grenoble          |  |
| 2010-11  | 19                                                              | Junost Minsk                                                    | Bielorussia (bandiera)                                          | Red Bull Salisburgo                                             | Austria (bandiera)                                              | SønderjyskE                                                     | Danimarca (bandiera)                                            | Dragons de Rouen                                                | Francia (bandiera)                                              | Minsk             |  |
| 2011-12  | 18                                                              | Dragons de Rouen                                                | Francia (bandiera)                                              | Junost Minsk                                                    | Bielorussia (bandiera)                                          | Donbas Donec'k                                                  | Ucraina (bandiera)                                              | Asiago                                                          | Italia (bandiera)                                               | Rouen             |  |
| 2012-13  | 19                                                              | Donbas Donec'k                                                  | Ucraina (bandiera)                                              | Metallurg Žlobin                                                | Bielorussia (bandiera)                                          | Dragons de Rouen                                                | Francia (bandiera)                                              | Bolzano                                                         | Italia (bandiera)                                               | Donec'k           |  |
| 2013-14  | 19                                                              | Stavanger Oilers                                                | Norvegia (bandiera)                                             | Donbas Donec'k                                                  | Ucraina (bandiera)                                              | Asiago                                                          | Italia (bandiera)                                               | Dragons de Rouen                                                | Francia (bandiera)                                              | Rouen             |  |
| 2014-15  | 17                                                              | Neman Hrodna                                                    | Bielorussia (bandiera)                                          | Fischtown Pinguins                                              | Germania (bandiera)                                             | Ducs d'Angers                                                   | Francia (bandiera)                                              | Ertis Pavlodar                                                  | Kazakistan (bandiera)                                           | Bremerhaven       |  |
| 2015-16  | 17                                                              | Dragons de Rouen                                                | Francia (bandiera)                                              | Herning Blue Fox                                                | Danimarca (bandiera)                                            | GKS Tychy                                                       | Polonia (bandiera)                                              | Asiago                                                          | Italia (bandiera)                                               | Rouen             |  |
| 2016-17  | 17                                                              | Nottingham Panthers                                             | Regno Unito (bandiera)                                          | Beibarys Atyrau                                                 | Kazakistan (bandiera)                                           | Odense Bulldogs                                                 | Danimarca (bandiera)                                            | Ritten-Renon                                                    | Italia (bandiera)                                               | Renon             |  |
| 2017-18  | 17                                                              | Junost Minsk                                                    | Bielorussia (bandiera)                                          | Nomad Astana                                                    | Kazakistan (bandiera)                                           | Sheffield Steelers                                              | Regno Unito (bandiera)                                          | Ritten-Renon                                                    | Italia (bandiera)                                               | Minsk             |  |
| 2018-19  | 17                                                              | Arlan Kökşetaw                                                  | Kazakistan (bandiera)                                           | Belfast Giants                                                  | Regno Unito (bandiera)                                          | KH GKS Katowice                                                 | Polonia (bandiera)                                              | Homel'                                                          | Bielorussia (bandiera)                                          | Belfast           |  |
| 2019-20  | 20                                                              | SønderjyskE                                                     | Danimarca (bandiera)                                            | Nottingham Panthers                                             | Regno Unito (bandiera)                                          | Neman Hrodna                                                    | Bielorussia (bandiera)                                          | KS Cracovia                                                     | Polonia (bandiera)                                              | Vojens            |  |
| 2020-21  | Annullata a causa della pandemia di COVID-19 del 2020 in Europa | Annullata a causa della pandemia di COVID-19 del 2020 in Europa | Annullata a causa della pandemia di COVID-19 del 2020 in Europa | Annullata a causa della pandemia di COVID-19 del 2020 in Europa | Annullata a causa della pandemia di COVID-19 del 2020 in Europa | Annullata a causa della pandemia di COVID-19 del 2020 in Europa | Annullata a causa della pandemia di COVID-19 del 2020 in Europa | Annullata a causa della pandemia di COVID-19 del 2020 in Europa | Annullata a causa della pandemia di COVID-19 del 2020 in Europa |                   |  |
| 2021-22  | 20                                                              | KS Cracovia                                                     | Polonia (bandiera)                                              | Saryarka                                                        | Kazakistan (bandiera)                                           | Aalborg                                                         | Danimarca (bandiera)                                            | —                                                               | —                                                               | Aalborg           |  |
| 2022-23  | 20                                                              | Nitra                                                           | Slovacchia (bandiera)                                           | Ducs d'Angers                                                   | Francia (bandiera)                                              | Cardiff Devils                                                  | Regno Unito (bandiera)                                          | Asiago                                                          | Italia (bandiera)                                               | Angers            |  |
| 2023-24  | 20                                                              | Nomad Astana                                                    | Kazakistan (bandiera)                                           |                                                                 | Kazakistan (bandiera)                                           |                                                                 | Danimarca (bandiera)                                            | —                                                               | —                                                               | Aalborg           |  |

### Titoli per Nazione e squadra
| Nazioni     | Titoli | Squadre                                                                      |
| ----------- | ------ | ---------------------------------------------------------------------------- |
| Slovacchia  | 5      | Košice (1), Slovan Bratislava (1), HKm Zvolen (1), MHC Martin (1), Nitra (1) |
| Svizzera    | 4      | Ambrì-Piotta (2), ZSC Lions (2)                                              |
| Bielorussia | 4      | Junost Minsk (3), Neman Hrodna (1)                                           |
| Russia      | 2      | Lada Togliatti (1), Ak Bars Kazan’ (1)                                       |
| Francia     | 2      | Dragons de Rouen (2)                                                         |
| Finlandia   | 1      | Jokerit (1)                                                                  |
| Austria     | 1      | Red Bull Salisburgo (1)                                                      |
| Ucraina     | 1      | Donbas Donec'k (1)                                                           |
| Norvegia    | 1      | Stavanger Oilers (1)                                                         |
| Regno Unito | 1      | Nottingham Panthers (1)                                                      |
| Kazakistan  | 1      | Arlan Kökşetaw (1)                                                           |
| Danimarca   | 1      | SønderjyskE (1)                                                              |
| Polonia     | 1      | KS Cracovia (1)                                                              |